# Пичано
Пича̀но (на италиански: Picciano) е село и община в Южна Италия, провинция Пескара, регион Абруцо. Разположено е на 153 m надморска височина. Населението на общината е 1347 души (към 2010 г.).